# Zemfira
 (mars 2024).
La mise en forme du texte ne suit pas les recommandations de Wikipédia : il faut le « wikifier ».
Les points d'amélioration suivants sont les cas les plus fréquents. Le détail des points à revoir est peut-être précisé sur la page de discussion.
- Les titres sont pré-formatés par le logiciel. Ils ne sont ni en capitales, ni en gras.
- Le texte ne doit pas être écrit en capitales (les noms de famille non plus), ni en gras, ni en italique, ni en « petit »…
- Le gras n'est utilisé que pour surligner le titre de l'article dans l'introduction, une seule fois.
- L'italique est rarement utilisé : mots en langue étrangère, titres d'œuvres, noms de bateaux, etc.
- Les citations ne sont pas en italique mais en corps de texte normal. Elles sont entourées par des guillemets français : « et ».
- Les listes à puces sont à éviter, des paragraphes rédigés étant largement préférés. Les tableaux sont à réserver à la présentation de données structurées (résultats, etc.).
- Les appels de note de bas de page (petits chiffres en exposant, introduits par l'outil «  Source ») sont à placer entre la fin de phrase et le point final[comme ça].
- Les liens internes (vers d'autres articles de Wikipédia) sont à choisir avec parcimonie. Créez des liens vers des articles approfondissant le sujet. Les termes génériques sans rapport avec le sujet sont à éviter, ainsi que les répétitions de liens vers un même terme.
- Les liens externes sont à placer uniquement dans une section « Liens externes », à la fin de l'article. Ces liens sont à choisir avec parcimonie suivant les règles définies. Si un lien sert de source à l'article, son insertion dans le texte est à faire par les notes de bas de page.
- La présentation des références doit suivre les conventions bibliographiques. Il est recommandé d'utiliser les modèles {{Ouvrage}}, {{Chapitre}}, {{Article}}, {{Lien web}} et/ou {{Bibliographie}}. Le mode d'édition visuel peut mettre en forme automatiquement les références.
- Insérer une infobox (cadre d'informations à droite) n'est pas obligatoire pour parachever la mise en page.

Pour une aide détaillée, merci de consulter Aide:Wikification.
Si vous pensez que ces points ont été résolus, vous pouvez retirer ce bandeau et améliorer la mise en forme d'un autre article.
Zemfira (en russe : Земфира), de son vrai nom Zemfira Talgatovna Ramazanova, née le 26 août 1976 à Oufa, est une chanteuse de rock russe. 
En 2005, le groupe dont elle fait partie se sépare après de nombreuses modifications. Certains musiciens partent dans d'autres groupes et Zemfira, la soliste, compositrice et parolière se lance dans une carrière solo.

## Carrière
Entrée sous la toute nouvelle appellation pop rock, Zemfira conquiert un très large public dès son premier album. Son succès est démontrable : sa musique sort de l'ordinaire des groupes pop et ses paroles relèvent plutôt du domaine philosophique tout en gardant un côté énigmatique.
Les chansons SIDA (Tu as le SIDA, cela signifie que nous mourons), Se Pendre (Je veux me pendre, la lampe, la corde, l'escalier. Deux mois ensanglantés, combien de mines et de victimes. Je serais là-haut, silencieuse et amoureuse) ne sont pas des chansons suicidaires et cyniques comme celles de tous les groupes de rock du moment mais sont un mélange de controverse et de clin d'œil au ras le bol de la vie médiatisée de la chanteuse. Loin de l'underground contestataire des années précédentes (Aquarium, Kino, DDT…), la musique de Zemfira apparaît comme plus consensuelle, canalisant l'esprit rock dans un sens plus commercial tout en conservant un aspect tourmenté qui convient à un plus large public.
Aujourd'hui Zemfira Ramazanova est considérée comme la chanteuse la mieux payée dans le show-bizz russe. Son album Vendetta, sorti en 2005, a montré son apogée en Russie: au bout de 3 ans d'absence son nouvel opus est considéré d'avance comme un nouveau chef-d'œuvre et suscite une très grande médiatisation en dépit de la volonté de la chanteuse.
L'année 2006 a été celle du repos pour la chanteuse, seulement quelques concerts et festivals. En 2007 Zemfira part en tournée, passant par les principales villes de Russie et Europe (Allemagne, France, Espagne). Cette tournée, appelée "Déjà vu" revisite ses tubes à travers les 5 albums dans des arrangements différents des originaux et comporte une nouvelle chanson - Мальчик (garçon). C'est à l'occasion de cette tournée que le groupe s'est produit à Francfort le 29 mai et à Paris le 30 mai 2007. Entre-temps, elle a enregistré le nouvel album à Londres, qui sort le 27 août 2007. La chanteuse a annoncé une année féerique avec beaucoup de surprises.
Ces surprises ont commencé avec le concert à Moscou refermant la liste des villes de la tournée. Ce concert dit « vert » au théâtre « vert » de M. Gorki s’est déroulé le 8 juin dans le parc du théâtre. Une équipe de tournage, sous les commandes de Renata Litvinova, son compagnon artistique (elle a tourné tous les clips de Vendetta) a été engagée afin de permettre la sortie d'un DVD live.
La deuxième surprise se compose par la mise en ligne de toutes les parties instrumentales et vocales de la chanson Mal'chik. Un concours est organisé : 10 remakes de la chanson choisie par la chanteuse seront édités sous forme d'un CD limité en août.
La troisième action fut un jeu d’une durée d’une semaine. Chaque jour la chanteuse mettait sous forme codée un mot se référant à sa vie artistique. Chaque jour, dix participants trouvant le plus vite le mot caché étaient récompensés par l’album des remix de la chanson Mal’tchik. Le dernier jour de la semaine, le mot caché fut le titre du nouvel album. L’album s’appelle « Spassibo » (« Merci »). Douze chansons sont au programme :
| 1. "В метро"             | 1. « Dans le métro »         |
| 2. "Воскресенье"         | 2. « Dimanche »              |
| 3. "Дом"                 | 3. « Maison »                |
| 4. "Мы разбиваемся"      | 4. « Nous explosons »        |
| 5. "Мальчик"             | 5. « Garçon »                |
| 6. "Господа"             | 6. « Mesdames et Messieurs » |
| 7. "Я полюбила вас"      | 7. « Je vous ai aimé »       |
| 8. "Возьми меня"         | 8. « Prends-moi »            |
| 9. "Когда снег начнется" | 9. « Quand la neige tombera» |
| 10. "1000 лет"           | 10. « 1000 ans »             |
| 11. "Сон"                | 11. « Rêve »                 |
| 12. "Спасибо"            | 12. « Merci »                |

Durant des mois des bruits courent qu’aucun contrat n’a encore pas été signé avec une maison de disques afin de diffuser l’album. Finalement, l’album sortira en collaboration avec la nouvelle partie russe du journal français Citizen K. La nouveauté consiste en l’absence de l’album des magasins de musique, seuls l’achat du journal permettra l’obtention du nouvel opus. Cette méthode est motivée par la non volonté de dépendre d’un label.
L'album sorti, Zemfira repart en tournée commençant par l'est de la Russie, terminant par Moscou, au stade « Olimpiiski » le 1er avril 2008, où elle s'est d'ailleurs déjà produite le même 1er avril 2000. L'Europe n'est pas dans la liste des concerts.
Le 5 mai, Zemfira annonce par son site internet qu'elle se produira le 5 juillet 2008 à Cologne.

## Poursuites judiciaires
Zemfira Ramazanova est inscrite au registre des « agents étrangers », selon la chaîne RT, citant le ministère de la Justice.
Le ministère de la justice affirme que Ramazanova a reçu le soutien de sources étrangères, qu'elle aurait pris position en faveur de l'Ukraine et donné des concerts dans des « pays hostiles ».
Opposée à la guerre en Ukraine, Zemfira s'exile en France en 2022.

## Discographie

### Albums
- 1998 : Земфира [Zèmfira] (Zemfira)
- 1999 : Снег [Snég] (Neige)
- 2000 : Прости меня моя любовь [Prosti ménia moïa lioubov'] (Pardonne-moi, mon amour)
- 2000 : До свидания [Do svidaniïa] (Au revoir)
- 2001 : Трафик [Trafik] (Trafic)
- 2002 : 14 недель тишины [Tchéternadtsat' nédèl' tichiny] (Quatorze semaines de silence)
- 2005 : Вендетта [Vèndetta] (Vendetta)
- 2007 : Спасибо [Spasibo] (Merci)
- 2013 : Жить в твоей голове [Jit' v tvoéy golové] (Vivre dans ta tête)
- 2016 : Маленький человек [Malinky tcheloviek] (Petit homme) - Live
- 2021 : Бордерлайн [Borderline]

### Extended Plays
- 2021 : Ах [Ah]  (Oh)

## Filmographie

### En tant qu'actrice
- 2009 : L'Oiseau-Gogol (Птица-Гоголь) de Leonid Parfionov (documentaire)
- 2008 : Le Théâtre vert chez Zemfira (ru) (Зелёный театр в Земфире) de Renata Litvinova (documentaire de 76')

### En tant que compositrice
- 2004 : Déesse : Comment je suis tombée amoureuse (Богиня: как я полюбила) de Renata Litvinova
- 2011 : Le Dernier Conte de Rita (Последняя сказка Риты, Poslednyaya skazka Rity) de Renata Litvinova
- 2021 : Le Vent du Nord (Северный ветер) de Renata Litvinova